# Gigi Proietti (allenatore di pugilato)
Gigi Proietti, all'anagrafe Luigi Proietti (Roma, 6 settembre 1909 – Roma, 4 ottobre 1973), è stato un pugile e allenatore di pugilato italiano, attivo nella Capitale e manager di importanti pugili tra gli anni quaranta e sessanta. Astutissimo e quasi completamente calvo, era soprannominato “la volpe pelata”.

## Biografia
Gigi Proietti nacque in una famiglia di macellai del popolare rione Testaccio. Intraprese una breve carriera dilettantistica senza particolare successo. Dopo aver seguito gli insegnamenti di Steve Klaus, iniziò l'attività manageriale, facendo da allenatore al fratello minore Roberto Proietti, due volte campione italiano e tre volte europeo dei pesi leggeri tra il 1942 e il 1950. Durante l'occupazione tedesca dette anche rifugio nella sua abitazione a Klaus che era di nazionalità statunitense e, quindi, un nemico.
Proietti scoprì il peso leggero reatino Paolo Rosi che guidò nella carriera iniziale con una striscia di 12 vittorie e una sola sconfitta ai punti. Alla fine del 1952, Rosi gli espresse l'intenzione di trasferirsi a combattere oltreatlantico. Fu Proietti a presentarlo al manager statunitense Charley Johnson. Negli Stati Uniti, Rosi combatté per il titolo mondiale contro Joe Brown, uno dei più grandi pesi leggeri di tutti i tempi, perdendo per ferita all'8º round. Per giungere a tale traguardo Rosi aveva battuto ai punti il temibilissimo filippino Gabriel Elorde, a Daly City, nella virtuale semifinale per il titolo mondiale. Rosi combatté anche un'altra semifinale “mondiale” contro Carlos Ortiz, già campione del mondo dei welter junior e futuro dominatore della categoria. Perse ai punti in dieci riprese ma dopo aver mandato al tappeto il portoricano al 9º round sino al conteggio di 8.
Nello stesso 1952, Gigi Proietti si presentò al raduno di Impruneta della nazionale italiana dilettanti, in vista delle Olimpiadi di Helsinki. Mise sotto contratto per la carriera professionistica Bruno Visintin e Sergio Caprari di Civita Castellana. Lo spezzino vincerà la medaglia di bronzo nei superleggeri e il laziale la medaglia d'argento nei pesi piuma. Sotto la guida di Proietti, Visintin combatté proficuamente più volte in Australia (1954, 1956-1957 e 1960-1961). Fu campione italiano dei pesi leggeri, welter e superwelter e campione europeo dei pesi superwelter tra il 1963 e il 1966. Fu il più temibile avversario italiano del due volte campione del mondo Duilio Loi, che affrontò in due spettacolari match nel 1954 e nel 1960, perdendo solo ai punti di stretta misura. Dopo il secondo match con Loi, Visintin rimase imbattuto per circa sei anni sino a quando, avendo perso il titolo europeo, decise di ritirarsi dal pugilato all'età di 34 anni.
Caprari conquistò il titolo europeo dei pesi piuma nel 1958. L'anno dopo, Proietti assalì l'arbitro inglese Powel, colpevole – a suo parere – di aver ingiustamente dato per sconfitto il suo pugile. Anche Caprari affrontò Flash Elorde, il 16 dicembre 1961 a Manila, per il titolo mondiale inaugurale della categoria dei pesi leggeri junior. Fu un incontro dal destino segnato che Caprari perse per Kot alla prima ripresa.
Proietti prese nella propria scuderia il triestino Tiberio Mitri, dopo che questi aveva perso la chance mondiale contro Jake LaMotta. Il 2 maggio 1954, Mitri salì sul ring allestito allo Stadio Torino (oggi Flaminio) di Roma, allenato scrupolosamente da Gigi Proietti. Al triestino bastarono 1:05 minuti per mandare al tappeto l'ex campione del mondo Randy Turpin e conquistare la cintura europea dei pesi medi.
Con Tiberio Mitri, Proietti fece una “comparsata” nel film Il nostro campione, per la regia di Vittorio Duse (1955).
Nel 1956, Gigi Proietti accolse nella sua scuderia l'olimpionico Giulio Rinaldi di Anzio. Il 10 giugno 1961, al Madison Square Garden di New York, Rinaldi combatté per il titolo mondiale dei pesi mediomassimi contro il mitico Archie Moore. Esaltato per l'occasione ottenuta, l'anziate non seguì i consigli del proprio manager Proietti e attaccò a testa bassa contro il quarantaquattrenne (o quarantaseienne) campione. Moore, dall'alto della sua immensa esperienza, ebbe buon gioco a colpirlo d'incontro e seppe infliggergli una severissima sconfitta ai punti. Rinaldi riuscì comunque a conquistare due volte la cintura europea della categoria.
Proietti fu manager anche del tre volte campione europeo Tommaso Galli, del napoletano Mario Lamagna e dell'umbro Amleto Falcinelli.
Ritiratosi agli inizi degli anni settanta, è morto a sessantaquattro anni per un male incurabile.